# Melinda Gainsford-Taylor
Melinda Gainsford-Taylor (née le 1er octobre 1971 à Narromine) est une ancienne athlète australienne, spécialiste du sprint. Elle est sacrée championne du monde en salle du 200 m en 1995 à Barcelone

## Carrière
En 1994, elle remporte la médaille de bronze du 200 m lors des Jeux du Commonwealth et la médaille d'argent du relais 4 x 100 m.
En 1995, Gainsford-Taylor devient championne du monde en salle sur 200 m, deux ans après sa médaille d'argent lors des mêmes championnats. Avec Cathy Freeman, Renée Poetschka et Lee Naylor, elle est médaillée de bronze du relais 4 × 400 m des Championnats du monde 1995.
En 1997, alors qu'elle concourait pour conserver son titre mondial, Gainsford est disqualifiée en demi-finale des Championnats du monde en salle de Paris. Le 13 juillet, à Stuttgart, elle établit un nouveau record d'Australie du 200 en 22 s 23, améliorant les 22 s 25 de Cathy Freeman. Favorite pour les Championnats du monde d'Athènes, l'Australienne revient pleine de déception, ne prenant que la septième place de la finale (22 s 73).
En 1998, lors des Jeux du Commonwealth, elle était en tête de la course lors de la finale du 200 m mais se blesse juste avant la ligne d'arrivée et chute violemment. Elle passe tout de même ses épaules mais échoue au pied du podium (23 s 04).
Lors des Jeux olympiques de 2000, se déroulant dans son pays natal, Gainsford se classe sixième de la finale du 200 m (22 s 42) mais sera reclassée cinquième à la suite du dopage de l'Américaine Marion Jones, initialement vainqueure. Elle prend également la cinquième place du relais 4 x 400 m avec l'équipe d'Australie en établissant un nouveau record continental (3 min 23 s 81).
Elle prend sa retraite en 2002 après une blessure en 2001.
En 2016, Melinda Gainsford-Taylor détient toujours le record d'Océanie du 200 m. Son record continental du 100 m a été battu d'un centième par Melissa Breen le 8 février 2014.

## Palmarès
| Date | Compétition                    | Lieu         | Résultat | Épreuve   | Performance   |
| ---- | ------------------------------ | ------------ | -------- | --------- | ------------- |
| 1990 | Championnats du monde juniors  | Plovdiv      | 5e       | 4 x 100 m | 45 s 01       |
| 1992 | Coupe du monde des nations     | La Havane    | 4e       | 100 m     | 11 s 53       |
| 1992 | Coupe du monde des nations     | La Havane    | 4e       | 200 m     | 23 s 46       |
| 1993 | Championnats du monde en salle | Toronto      | 2e       | 200 m     | 22 s 73       |
| 1994 | Jeux du Commonwealth           | Victoria     | 4e       | 100 m     | 11 s 31       |
| 1994 | Jeux du Commonwealth           | Victoria     | 3e       | 200 m     | 22 s 68       |
| 1994 | Jeux du Commonwealth           | Victoria     | 2e       | 4 x 100 m | 43 s 43       |
| 1995 | Championnats du monde en salle | Barcelone    | 1re      | 200 m     | 22 s 64       |
| 1995 | Championnats du monde          | Göteborg     | 3e       | 4 x 400 m | 3 min 25 s 88 |
| 1995 | Finale mondiale                | Monaco       | 2e       | 200 m     | 22 s 83       |
| 1997 | Championnats du monde          | Athènes      | 7e       | 200 m     | 22 s 73       |
| 1997 | Finale mondiale                | Fukuoka      | 3e       | 200 m     | 22 s 43       |
| 1998 | Jeux du Commonwealth           | Kuala Lumpur | 4e       | 200 m     | 23 s 04       |
| 2000 | Jeux olympiques                | Sydney       | 5e       | 200 m     | 22 s 42       |
| 2000 | Jeux olympiques                | Sydney       | 5e       | 4 x 400 m | 3 min 23 s 81 |

## Records personnels
| Épreuve    | -         | Temps   | Lieu      | Date                      |
| ---------- | --------- | ------- | --------- | ------------------------- |
| 60 mètres  | -         | 7 s 36  | Toronto   | 12 mars 1993              |
| 100 m      | -         | 11 s 12 | Sestriere | 31 juillet 1994           |
| 200 mètres | Plein air | 22 s 23 | Stuttgart | 13 juillet 1997           |
| 200 mètres | Salle     | 22 s 64 | Barcelone | 10 mars 1995 11 mars 1995 |
| 400 mètres | -         | 51 s 73 | Brisbane  | 22 juillet 2000           |